# Sheridan (Wyoming)
Sheridan – miasto w Stanach Zjednoczonych, w stanie Wyoming, w hrabstwie Sheridan.